# Anthurium hammelii
Anthurium hammelii är en kallaväxtart som beskrevs av Thomas Bernard Croat. Anthurium hammelii ingår i släktet Anthurium och familjen kallaväxter. Inga underarter finns listade.